# The Hills Have Eyes Part II
The Hills Have Eyes Part II (bra: Quadrilha de Sádicos 2; prt: Os Olhos da Montanha II) é um filme de terror estadunidense de 1984, escrito e dirigido por Wes Craven. 
Trata-se de uma sequência de The Hills Have Eyes, de 1977.

## Sinopse
Um grupo de jovens e selvagens pilotos de motocross saem através do deserto e são presos em uma antiga fazenda mineira. eles logo percebem que estão sendo vigiados por um grupo de canibais selvagens desconhecidos para o mundo civilizado.

## Elenco
- Tamara Stafford....  Cass
- Kevin Spirtas....  Roy
- John Bloom....  The Reaper
- Colleen Riley .... Jane
- Michael Berryman....  Pluto
- Penny Johnson Jerald....  Sue
- Janus Blythe....  Rachel/Ruby
- John Laughlin....  Hulk
- Willard E. Pugh....  Foster
- Peter Frechette....  Harry
- Robert Houston.... Bobby Carter
- Edith Fellows....  Mrs. Wilson
- Susan Lanier...  Brenda